# Xanthophenax antennatus
Xanthophenax antennatus là một loài tò vò trong họ Ichneumonidae.